# Malé Uherce
Malé Uherce este o comună slovacă, aflată în districtul Partizánske din regiunea Trenčín. Localitatea se află la altitudinea de 211 m deasupra n.m., se întinde pe o suprafață de 5,97 km2 și în 2017 număra 732 de locuitori. Se învecinează cu comuna Malé Kršteňany.

## Istoric
Localitatea Malé Uherce este atestată documentar din 1274.

## Demografie
| An:                | 1994 | 2004   | 2014   | 2024    |
| ------------------ | ---- | ------ | ------ | ------- |
| Număr de persoane: | 698  | 728    | 715    | 859     |
| Diferență:         |      | +4,29% | −1,78% | +20,13% |

| An:                | 2023 | 2024   |
| ------------------ | ---- | ------ |
| Număr de persoane: | 853  | 859    |
| Diferență:         |      | +0,70% |